# Lozorno
Lozorno (en húngaro: Lozornó) es un pueblo y municipio en el oeste de Eslovaquia en el distrito de Malacky en la región de Bratislava.
Lozorno se encuentra cerca de las laderas occidentales de los Pequeños Cárpatos en las tierras bajas sureñas de Zahorska. En el centro del pueblo se encuentra la iglesia de Santa Catalina de Alejandría, que data de 1629.
El pueblo es también el hogar de estatuas monumento antiguo de San Florián y San Juan Nepomuceno.
Por encima del pueblo hay un lago que emerge un "Dry Creek" a través de la aldea. Cada año en Lozorno, los residentes o vecinos de las aldeas vecinas se reúnen para participar en actividades de pesca. Por encima de este depósito de agua es un camino que conduce a través del hermoso paisaje de los Pequeños Cárpatos, en Košariská, que pertenece al municipio.
Lozorno cuenta con varios restaurantes y bares, así como un hotel de tres estrellas que ofrece alojamiento y servicios de restauración.

## Demografía
| Año        | 1994 | 2004     | 2014    | 2024    |
| ---------- | ---- | -------- | ------- | ------- |
| Población  | 2545 | 2805     | 2960    | 3158    |
| Diferencia |      | +10,21 % | +5,52 % | +6,68 % |

| Año        | 2023 | 2024    |
| ---------- | ---- | ------- |
| Población  | 3174 | 3158    |
| Diferencia |      | −0,50 % |

## Famosos
- Anton Tkáč (1951-), ciclista.